# Pædérie fétide
Paederia foetida
Espèce
Synonymes
- Paederia scandens

La Pædérie fétide, aussi appelée Vigne de mouffette (Paederia foetida), est une espèce de plantes à fleurs de la famille des rubiacées. Il s'agit d'une plante surtout utilisée comme plante ornementale, dont les tiges et les feuilles émettent une forte odeur soufrée lorsqu'elles sont écrasées. Son aire de distribution naturelle s'étend sur toute l'Asie tropicale et tempérée. Elle s'est également acclimatée aux conditions de vie sur de nombreux archipels des océans indien et pacifique.

## Description

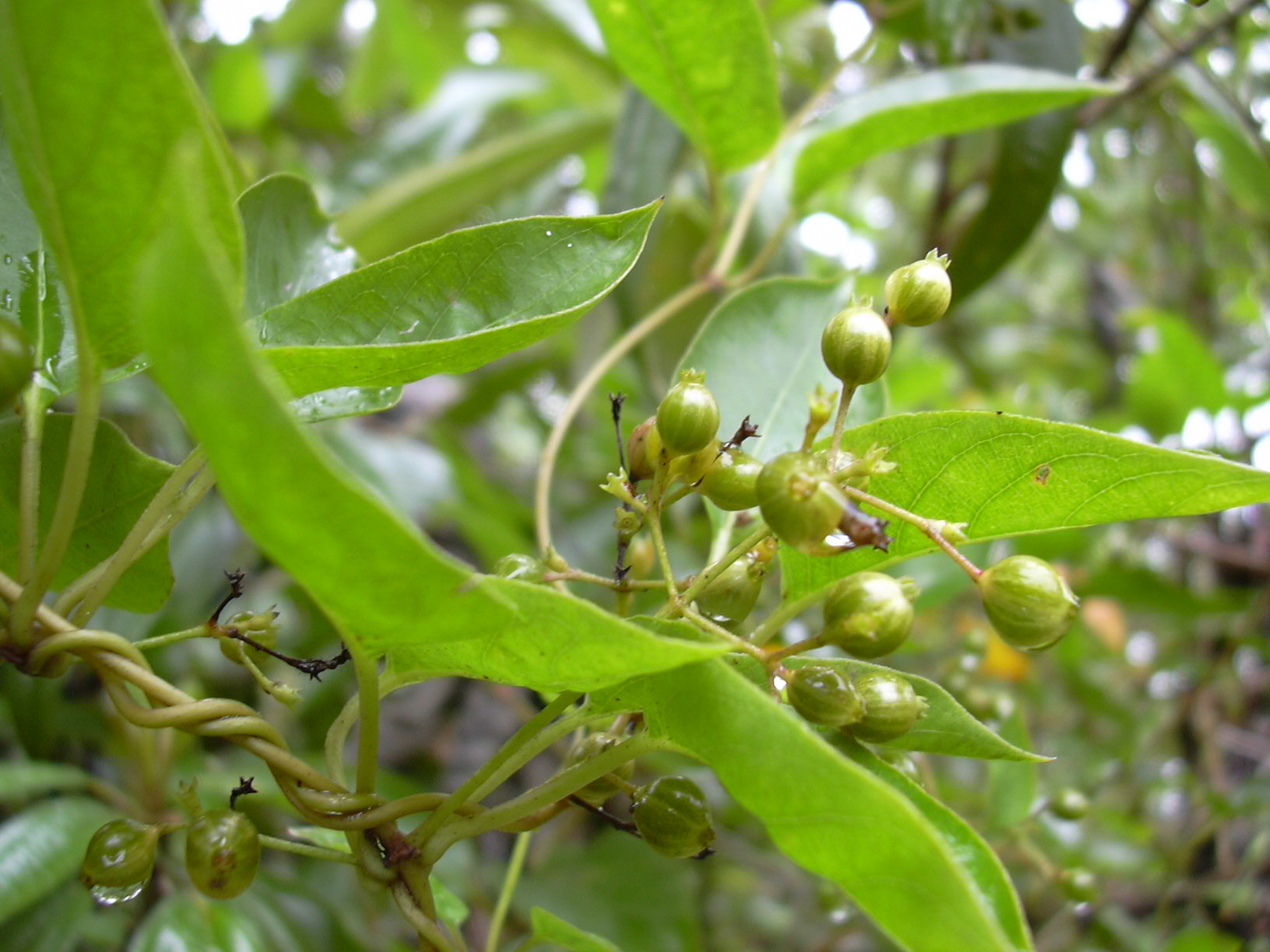
Les tiges et les feuilles produisent une forte odeur de soufre.

### Aspect général
Cette espèce se présente comme une liane grimpante ligneuse pérenne, longue jusqu'à 7 mètres.

### Feuilles
Les feuilles sont simples, opposées, pubescentes sur la face inférieure. Le limbe est ovale avec une base cordée et un apex aigu.
Cette plante est connue pour sa forte odeur de soufre émise lorsque les feuilles ou les tiges sont écrasées, dues à sa teneur en diméthyldisulfure.

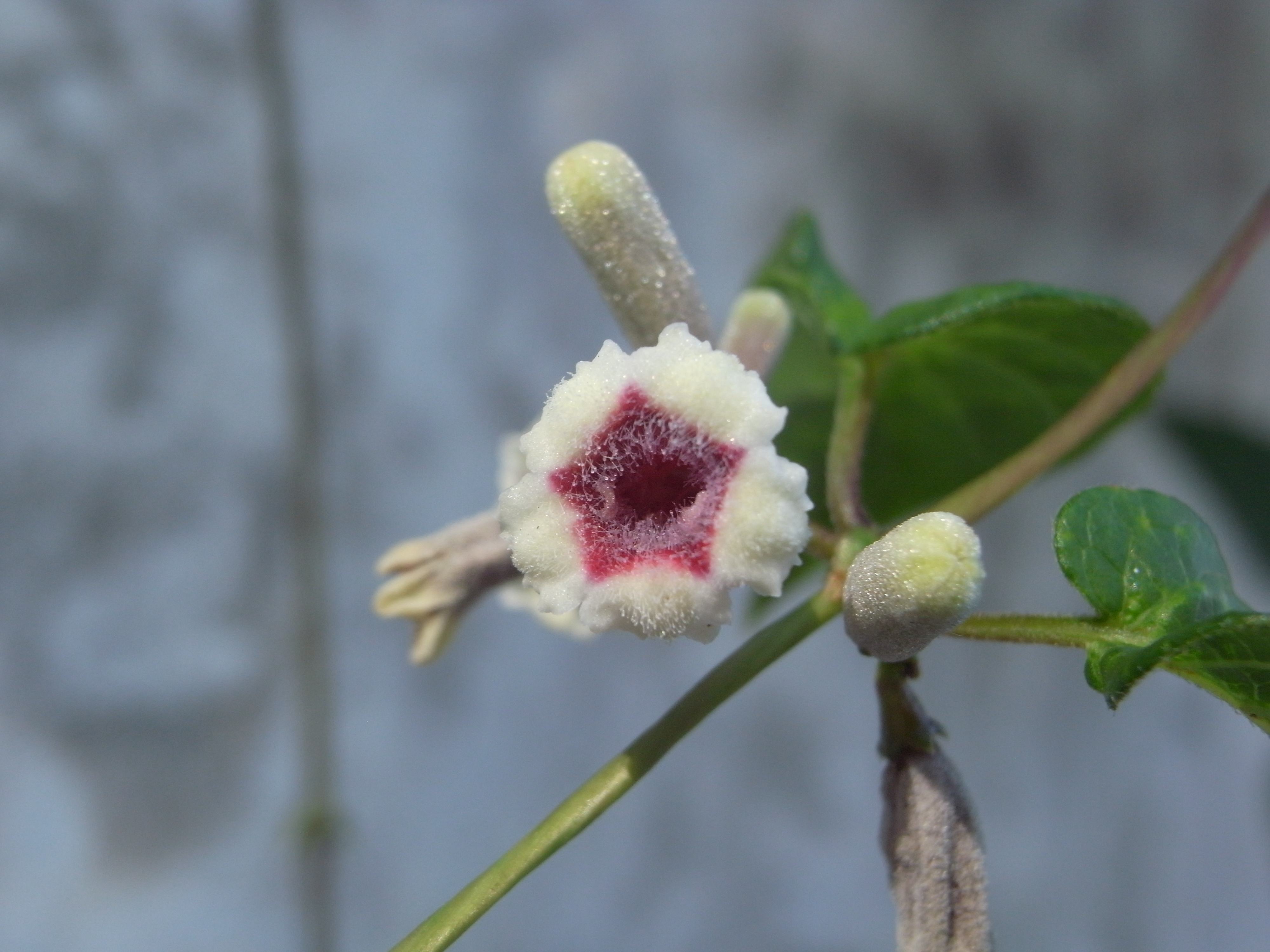
Fleur

### Fleurs
Les fleurs sont regroupées en panicules. Elles sont tubulaires, blanches, avec un cœur poilu, rose foncé ou pourpre. Leur odeur est très forte.

### Fruits
Les fruits sont des capsules brunes sphériques mesurent 6 millimètres de diamètre. Elles contiennent deux graines rondes.

## Distribution

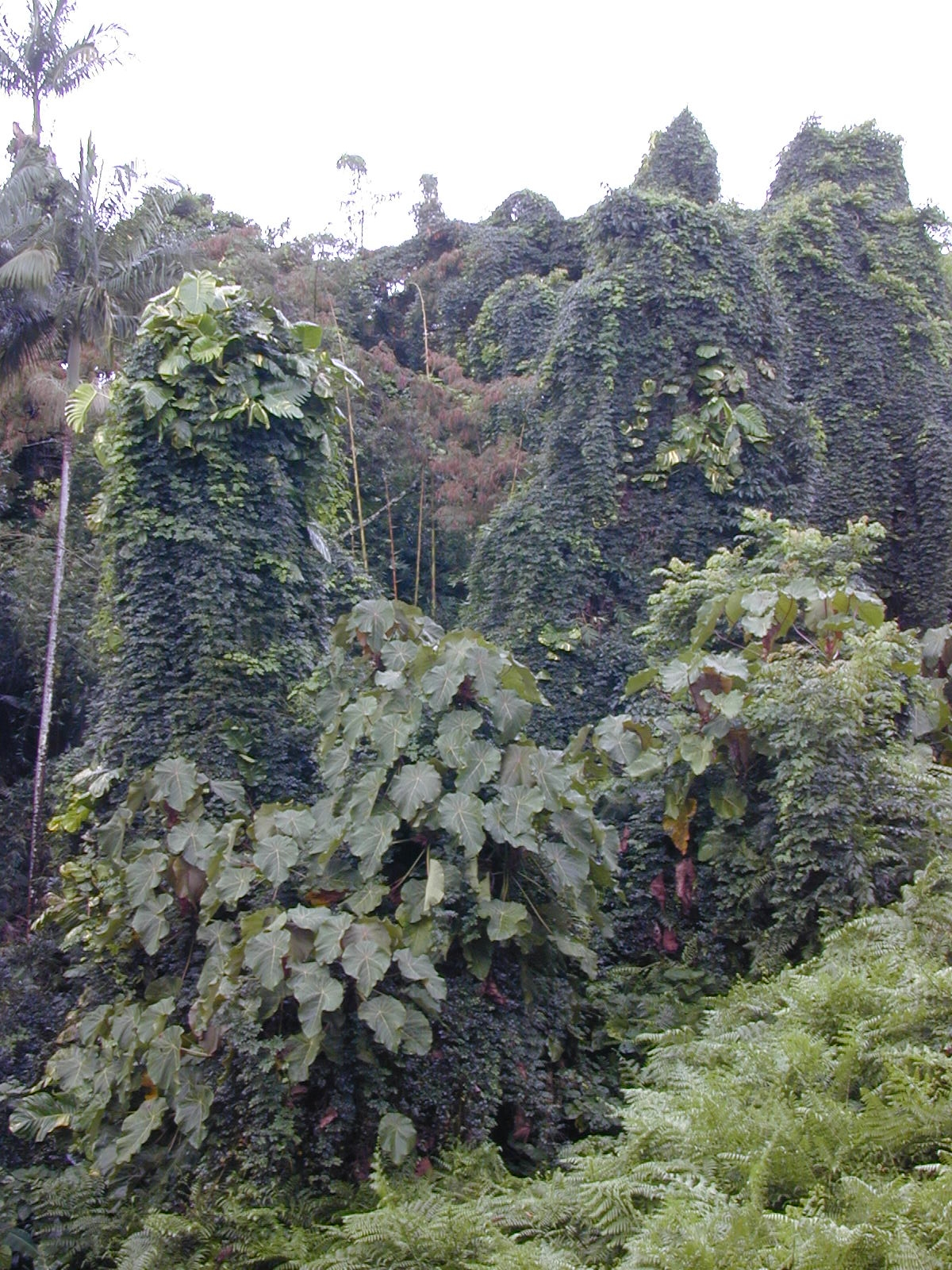
Pædérie fétide à Hawaï.

La Pædérie fétide est native du Bangladesh, du Bhoutan, du Cambodge, de Taïwan, de Chine, d'Inde, d'Indonésie, du Japon, du Laos, de Malaisie, du Myanmar, du Népal, des Philippines, de Singapour, de Corée du Sud, de Thaïlande et du Vietnam.
La Pædérie fétide s'est acclimatée dans les Mascareignes, la Mélanésie, la Polynésie et l'archipel d'Hawaï, ainsi qu'en Amérique du Nord.
Elle a été introduite dans de nombreuses zones en tant que plante ornementale, ce qui a entraîné sa propagation en zone tropicale.

### Caractère envahissant
L'espèce peut présenter un caractère envahissant. En Nouvelle-Calédonie notamment, elle recouvre rapidement le sol et la canopée des arbres et arbustes qui l'entourent,.

## Utilisations
La Pædérie fétide est utilisée comme plante ornementale. Elle aurait des vertus médicinales selon les traditions asiatiques.